# Galvarino
Galvarino (del mapudungun: Kalwarëngo, "metxa mólta de choclo"; o Kallfürüngi, "colihue blau") (?, 21 de setembre de 1490 - Millarapue, 30 de novembre de 1557) va ser un guerrer maputxe, pertanyent a les files de Lautaro (1534-1557). Encara que amb prou feines es coneixen dades sobre la seva vida, va ser un dels guerrers maputxe més importants. Va combatre a les forces espanyoles del governador García Hurtado de Mendoza i va ser capturat a la batalla de Lagunillas, al costat del riu Bío Bío.
Com a escarment, li van tallar les mans, fet que el poeta espanyol Alonso de Ercilla (1533-1594) narra en el poema La Araucana, assenyalant que, després d'aquest acte, «amb desdeny i menyspreu, va allargar el cap i va mostrar el coll» perquè li llevessin la vida, però va ser alliberat com a exemple d'escarment per a la resta dels maputxes, jurant venjar-se.

## Descripció
El cronista i militar espanyol Pedro Mariño de Lobatera (1528-1594) va afirmar que «va ser tant el coratge, que ja que li van faltar les mans, va barallar més fortament amb la llengua, la qual sol ser més eficaç per a fer guerra que les mans d'Hèrcules i les indústries dels Cèsars».

## Batalles
Va lluitar sota el comandament de Lautaro a les campanyes cap a Santiago de Xile i Tucapel. Va ser fet presoner a la batalla de Lagunillas. Jutjat per insurrecció, va ser condemnat a amputació dels seus membres i li van ser tallades les dues mans. Com a exemple d'escarment per a la resta dels maputxes va ser alliberat. A l'obra teatral Arauco domado, l'autor Lope de Vega posa en boca seva les següents paraules dirigides a García Hurtado de Mendoza:
| «                                       | Tu has trobat justes maneres de castigar i vèncer; però queden tantes mans per les que talles en mi en els altres araucans que espero que per aquí sortiran els teus intents oberts (...). i així aquesta mà enemiga que talles d'aquest valent (...). tantes mans naixeran que les teves lligaran | » |
| — Arauco domado, de Lope de Vega (1625) | |   |

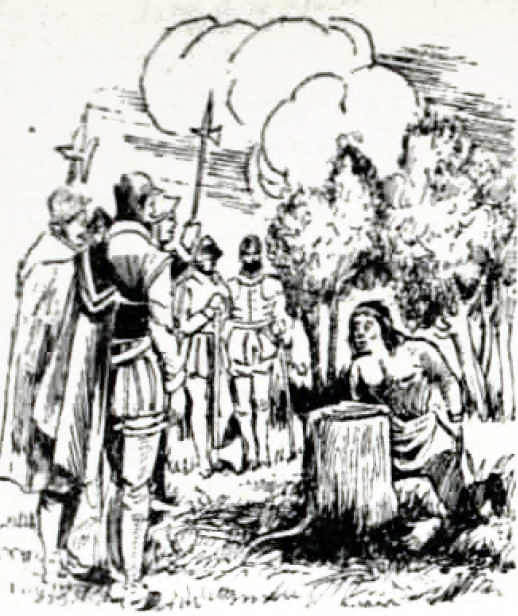
Galvarino després de l'amputació de les seves mans.

En tornar, es va presentar davant els maputxes, mostrant les seves mutilacions, clamant justícia i un major aixecament com el seu antic líder Lautaro. Per la seva valentia i gallardia va ser posat al comandament d'un esquadró i amb ganivets amarrats en tots dos membres mutilats reemplaçant les seves mans va lluitar fugaçment al costat de Caupolicán a les campanyes següents fins que, tots dos van ser capturats a la batalla de Millarapue i García Hurtado de Mendoza va ordenar matar-lo llançant-lo als gossos.
| « | No hi ha dades que permetin estimar les pèrdues dels maputxes. Se sap que els espanyols van fer alguns presoners. Fra Gil González de Sant Nicolau, en una carta al Consell d'Índies, refereix les atrocitats que García va cometre amb ells. Tot i això, el suplici de Galvarino està confirmat per altres documents. En vista del fracàs de les mesures humanitàries, García va voler escarmentar els maputxes pel terror. Alonso de Ercilla ha explicat l'inhumà suplici a les 10 estrofes últimes del cant XXII de La Araucana. Ho hem referit, en esbossar l'estoïcisme heroic de l'ànima araucana. Va ordenar el senyor García tallar-li una mà, i Galvarino, és una mostra de valentia, va posar a més la seva altra mà. Galvarino suportà el suplici sense proferir una queixa i conservant a la cara immutable serenitat. Demanà, de seguida, que se'l matarà, sabent-se ja inútil com a guerrer, i en vista que ja no se li sentia el prec, esclatà la seva còlera en insults als seus botxins, i canviant de resolució, corregué cap els seus per exhortar-los a la lluita i a la venjança. | » |
| — «El suplicio de Galvarino», a Historia de Chile desde la Prehistoria hasta 1891 de Francisco Antonio Encina (1952) | |   |

## Mort
El 30 de novembre de 1557, a la batalla de Millarapue, després d'un cruel enfrontament, Galvarino va ser capturat juntament amb altres caps indígenes, i el governador Hurtado de Mendoza, com a mesura punitiva, el va manar a resar. Galvarino va ser condemnat a ser penjat d'un arbre; però el poeta Alonso de Ercilla (1533-1594) es va esforçar per deslliurar-lo de la mort, al·legant que li havia vist passar-se a les files espanyoles. Galvarino li va respondre descobrint els seus braços mutilats que havia tingut ocults sota la seva manta, que no volia rebre la vida d'ells i només sentia la mort per no haver pogut fer-los trossos amb les dents. Els conqueridors es van exaltar en veure la supèrbia del cacic i van accelerar l'execució.

## En la ficció
Galvarino és la font d'inspiració del còmic Galvarine, en el qual es parodia al personatge Wolverine de l'editorial estatunidenca Marvel Comics.